# Kallmuther Berg
Kallmuther Berg este o arie protejată (arie specială de conservare — SAC, sit de importanță comunitară — SCI) din Germania întinsă pe o suprafață de 274,85 ha, integral pe uscat.

## Localizare
Centrul sitului Kallmuther Berg este situat la coordonatele 50°34′37″N 6°37′59″E / 50.5769°N 6.6331°E.

## Înființare
Situl Kallmuther Berg a fost declarat sit de importanță comunitară în mai 2000 pentru a proteja 4 specii de animale. Situl a fost protejat și ca arie specială de conservare în decembrie 2004.

## Biodiversitate
Situată în ecoregiunea continentală, aria protejată conține 2 habitate naturale: Pajiști uscate europene, Pajiști calaminariene cu Violetalia calaminariae.
La baza desemnării sitului se află mai multe specii protejate:
- amfibieni (1): triton cu creastă (Triturus cristatus)
- mamifere (3): liliac cu urechi mari (Myotis bechsteinii), liliac de iaz (Myotis dasycneme), liliac comun (Myotis myotis)

Pe lângă speciile protejate, pe teritoriul sitului au mai fost identificate 1 specie de amfibieni, 4 specii de mamifere, 3 specii de nevertebrate, 1 specie de reptile.